# Notophthiracarus flexiloquus
Notophthiracarus flexiloquus är en kvalsterart som beskrevs av Wojciech Niedbała 1989. Notophthiracarus flexiloquus ingår i släktet Notophthiracarus och familjen Phthiracaridae. Inga underarter finns listade i Catalogue of Life.